# Municipios con facilidades lingüísticas

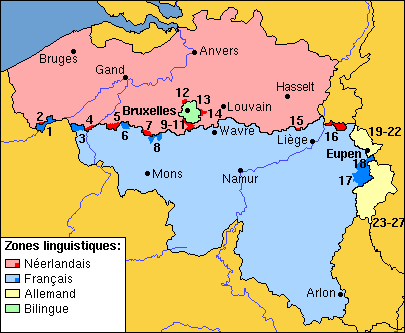
Los municipios belgas con facilidades lingüísticas:
1. Comines-Warneton 2. Mesen 3. Mouscron 4. Spiere-Helkijn 5. Ronse 6. Flobecq 7. Bever 8. Enghien 9. Drogenbos 10. Linkebeek 11. Sint-Genesius-Rode 12. Wemmel 13. Kraainem 14. Wezembeek-Oppem 15. Herstappe 16. Voeren 17. Malmedy 18. Waimes 19. Lontzen 20. Raeren 21. Eupen 22. Kelmis 23. Burg-Reuland 24. Sankt Vith 25. Amel 26. Bütgenbach 27. Büllingen

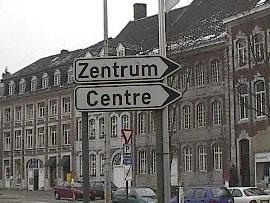
Señalización bilingüe en Eupen, un municipio de habla alemana con facilidades lingüísticas para los francófonos.

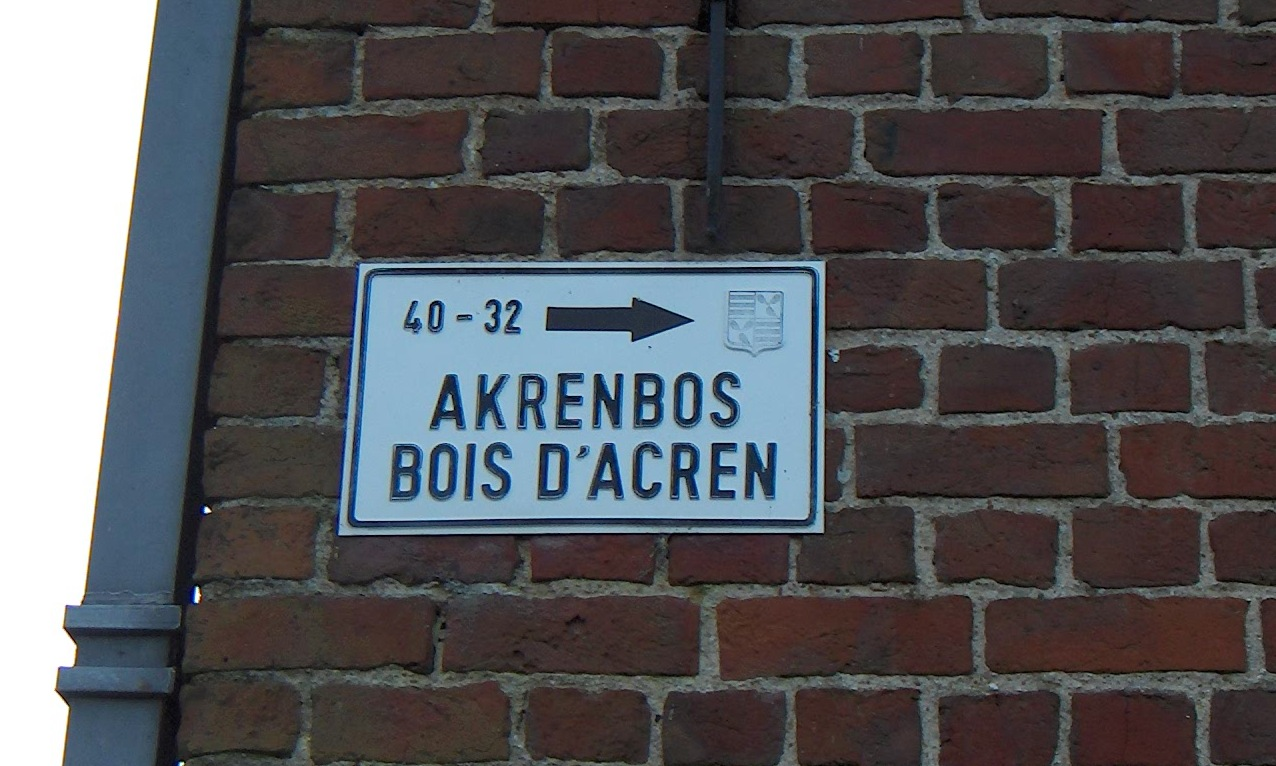
Placa bilingüe en Bever/Biévène, un municipio de habla neerlandesa con facilidades para los francófonos

El sistema de municipios con facilidades lingüísticas (en francés Communes à facilités linguistiques, en neerlandés Faciliteitengemeente, en alemán Fazilitäten-Gemeinde) fue establecido en Bélgica por las leyes del 8 de noviembre de 1962 y el 2 de agosto de 1963 e implica que la población minoritaria hablante de un idioma nacional reconocido oficialmente pueda interactuar con la administración en su propio idioma, no siendo este el oficial de la región en la que se ubica el municipio. Estos municipios se caracterizan por el monolingüismo de los servicios internos (es decir, la administración trabaja en un solo idioma) y un bilingüismo externo (es decir, la administración utiliza las dos lenguas en sus relaciones con la ciudadanía). En estos municipios, los ciudadanos también pueden solicitar a la administración documentos administrativos en su propio idioma, siempre que se cumplan unas normas legales muy específicas.
Aunque en el lenguaje coloquial se habla de "facilidades", este término no existe en la ley: en los textos jurídicos se habla de "régimen especial para la protección de las minorías".
La reforma constitucional de 1970 elevó al rango de disposición constitucional la existencia de cuatro regiones lingüísticas (la región de lengua francesa, la región de lengua neerlandesa, la región bilingüe de Bruselas-Capital y la región de lengua alemana) en la legislación sobre el uso de las lenguas en materia administrativa. El artículo 4 de la Constitución belga establece que "todos los municipios del Reino forman parte de una de las regiones lingüísticas". Si bien se concedió un estatus híbrido a algunos municipios, todos pertenecen a una región lingüística monolingüe (la correspondiente a la lengua de trabajo de la administración), a excepción de la Región de Bruselas-Capital, que es oficialmente bilingüe francés-neerlandés. El sistema de facilidades constituyó, pues, una excepción al principio de que las relaciones entre los habitantes de una región y la administración se hacían obligatoriamente en el idioma propio de la región. 
Existen 27 municipios con facilidades lingüísticas, a los que se añaden 3 municipios con facilidades sólo en materia de enseñanza, lo que hace que el número total sea de 30 municipios.

## Historia
Desde 1921, Bélgica está oficialmente dividida en dos entidades monolingües separadas: una región de habla francesa y una región de habla flamenca (variedad del neerlandés). Posteriormente, una ley de 1932 sobre el uso de las lenguas en la enseñanza y la administración refuerza la frontera lingüística entre las dos regiones, al obligar a las administraciones municipales a comunicarse en el idioma de la región a la que pertenecen. No obstante, abre la posibilidad a cambiar el estatus, a través de un referéndum local, si el número de hablantes de uno de los idiomas supera el umbral del 20% en el municipio.
En los años siguientes, sobre todo en la posguerra, la ciudad de Bruselas (en ese momento aún no se consideraba como una región por derecho propio), situada en el territorio de Flandes, experimenta una afluencia de habitantes de habla francesa que cambia totalmente la composición lingüística de la ciudad, tradicionalmente flamenca, y se convierte en predominantemente francófona. Esta afluencia de población de habla francesa se expande hacia los municipios periféricos de Bruselas, como Kraainem, Wezembeek-Oppem o Sint-Genesius-Rode, donde el idioma francés se convierte en mayoritario.
Los partidos políticos flamencos, con el fin de poner un límite a esta situación (afrancesamiento del territorio flamenco, denominado "olievlek" - mancha de aceite), promueven y contribuyen a aprobar dos leyes, en 1962 y 1963, que fijan definitivamente las fronteras lingüísticas mediante el establecimiento de una lista de municipios en los que, a requerimiento del ciudadano, la administración municipal está obligada a comunicarse en la lengua no propia de la región.
Las dos leyes mencionadas anteriormente fueron interpretadas de manera diferente por los dos grupos lingüísticos en los años posteriores y todavía hoy sigue siendo objeto de debate si las leyes fueron transitorias (posición flamenca) o definitivas (posición francófona).

## Lista de los municipios con facilidades
Los municipios con facilidades se pueden clasificar en cuatro categorías: los municipios de la periferia bruselense, los municipios de la frontera lingüística franco-neerlandesa, los municipios de lengua francesa con facilidades para los germanófonos y los municipios de lengua alemana con facilidades para los francófonos. Ningún municipio dispone de un estatus trilingüe o en el cual se prevea el uso de tres lenguas en la administración.

### Municipios de la periferia bruselense

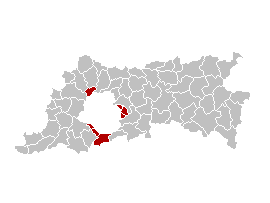
Mapa del Brabante flamenco con los municipios con facilidades de la periferia de Bruselas

- Situados en la región lingüística neerlandesa, pero con facilidades para el francés:
  - Kraainem (Crainhem)
  - Drogenbos
  - Linkebeek
  - Sint-Genesius-Rode (Rhode-Saint-Genèse)
  - Wemmel
  - Wezembeek-Oppem

### Municipios de la frontera lingüística franco-neerlandesa
- Municipios francófonos con facilidades para el neerlandés:
  - Comines-Warneton (Komen-Waasten)
  - Enghien (Edingen)
  - Flobecq (Vloesberg)
  - Mouscron (Moeskroen)
- Municipios de habla neerlandesa con facilidades para el francés:
  - Bever (Biévène)
  - Spiere-Helkijn (Espierres-Helchin)
  - Voeren (Fourons)
  - Herstappe
  - Mesen (Messines)
  - Ronse (Renaix)

### Municipios situados en la frontera lingüística entre la comunidad francesa y lagermanófona
- Comunidades de lengua alemana con facilidades para el francés:
  - Amel (Amblève)
  - Büllingen (Bullange)
  - Burg-Reuland
  - Bütgenbach (Butgenbach)
  - Eupen
  - Kelmis (La Calamine)
  - Lontzen
  - Raeren
  - Sankt-Vith (Saint-Vith)
- Municipios francófonos con facilidades para el alemán:
  - Waimes (Weismes)
  - Malmedy (Malmédy)

### Municipios en la frontera lingüística entre las comunidades francesa, neerlandesa y germanófona
- Municipios francófonos con facilidades para el alemán y el neerlandés únicamente en materia de enseñanza (las facilidades en materia administrativa pueden ser solicitadas en teoría por el consejo municipal y aprobadas por un real decreto y después por ley):
  - Baelen
  - Plombières (Bleyberg)
  - Welkenraedt (Welkenrath)